# Фигурное катание на зимних Олимпийских играх 2002

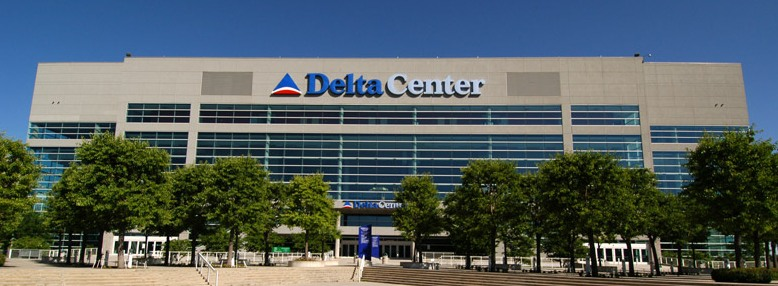
Спортивный комплекс «Дельта-Центр» (ныне — «Вивинт-смарт-хоум-арена») в 2002 году временно носил название «Солт-Лейк-айс-центр»

Соревнования по фигурному катанию на зимних Олимпийских играх 2002 года прошли с 9 по 21 февраля в «Солт-Лейк-айс-центре» (Солт-Лейк-Сити, США). 
Произошло скандальное событие, не имевшее прецедента за всю историю зимних Олимпийских игр — канадская пара Сале/Пелетье получила вторые золотые олимпийские медали. В итоге золотыми медалями были награждены как россияне, занявшие первое место, так и канадцы.

## Медали

### Медалисты
| Дисциплина                | Золото                                      | Серебро                                | Бронза                                          |
| Мужское одиночное катание | Алексей Ягудин Россия                       | Евгений Плющенко Россия                | Тимоти Гейбл США                                |
| Женское одиночное катание | Сара Хьюз США                               | Ирина Слуцкая Россия                   | Мишель Кван США                                 |
| Парное катание            | Россия · Елена Бережная · Антон Сихарулидзе | нет                                    | Китай · Шэнь Сюэ · Чжао Хунбо                   |
| Парное катание            | Канада · Жами Сале · Давид Пеллетье         | нет                                    | Китай · Шэнь Сюэ · Чжао Хунбо                   |
| Танцы на льду             | Франция · Марина Анисина · Гвендаль Пейзера | Россия · Ирина Лобачёва · Илья Авербух | Италия · Барбара Фузар-Поли · Маурицио Маргальо |

### Общий медальный зачёт

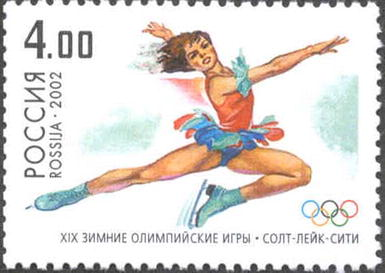
Почтовая марка, выпущенная в России в честь этих соревнований.

| Место | Страна  | Золото | Серебро | Бронза | Всего |
| ----- | ------- | ------ | ------- | ------ | ----- |
| 1     | Россия  | 2      | 3       | 0      | 5     |
| 2     | США     | 1      | 0       | 2      | 3     |
| 3     | Канада  | 1      | 0       | 0      | 1     |
| 3     | Франция | 1      | 0       | 0      | 1     |
| 5     | Китай   | 0      | 0       | 1      | 1     |
| 5     | Италия  | 0      | 0       | 1      | 1     |

## Рекорды
- В соревнованиях по фигурному катанию на XIX зимних Олимпийских играх принимали фигуристы из Европы, Северной Америки, Азии и Австралии с Океанией.
- Самой молодой фигуристкой на Играх была Чжан Дань из КНР, выступающая в спортивной паре с Чжан Хао, ей было на тот момент всего 16 лет и 129 дней.
- Самым возрастным фигуристом на Играх был Чарльз Зинек из США, выступающий в танцевальной паре с Беатой Хандрой, ему было 33 года и 49 дней.
- Более половины немногочисленных спортивных делегаций из Азербайджана, Израиля и Узбекистана на XIX зимних Олимпийских играх состояла из фигуристов.
- Немногочисленная спортивная делегация Армении на XIX зимних Олимпийских играх на треть состояла из фигуристов.

## Представительство по странам
Всего в Олимпийских играх приняли участие 143 спортсмена (72 мужчины и 71 женщина) из 31 страны (в скобках указано количество фигуристов от страны):
| - Австралия (2) - Азербайджан (3) - Армения (3) - Беларусь (2) - Бельгия (1) - Болгария (3) - Венгрия (2) - Великобритания (2) - Германия (4) - Грузия (1) - Израиль (4) | - Италия (9) - Канада (13) - Китай (11) - Литва (2) - Польша (4) - Россия (16) - Румыния (2) - Словакия (3) - Словения (1) - США (14) | - Узбекистан (4) - Украина (11) - Финляндия (1) - Франция (8) - Хорватия (1) - Чехия (4) - Швейцария (4) - Эстония (1) - Республика Корея (4) - Япония (4) |